# سكوت إلبيرت
سكوت إلبيرت (بالإنجليزية: Scott Elbert)‏ هو لاعب كرة قاعدة أمريكي، ولد في 13 أغسطس 1985 في جوبلن في الولايات المتحدة.

## وصلات خارجية
- سكوت إلبيرت على موقع دوري كرة القاعدة الرئيسي (الإنجليزية)
- سكوت إلبيرت على موقعبيزبول رفرنس.كوم (الدوري الرئيسي) (الإنجليزية)
- سكوت إلبيرت على موقعبيزبول رفرنس.كوم (الدوري الثانوي) (الإنجليزية)
- سكوت إلبيرت على موقع إي إس بي إن.كوم (أم.أل.بي) (الإنجليزية)
- سكوت إلبيرت على موقع مشجعي الرسوم البيانية (الإنجليزية)